# شهرستان دانیگول
شهرستان دانیگول (به انگلیسی: County Donegal) یک شهرستان در ایرلند است که در اولستر واقع شده‌است.

## خصوصیات
شهرستان دانیگول ۴٬۸۶۱ کیلومترمربع مساحت و ۱۶۱٬۱۳۷ نفر جمعیت دارد.

## خواهرخوانده
شهر سنت لوئیس خواهرخواندهٔ شهرستان دانیگول هست.